# 봉황로 (삼척시)
봉황로(Bonghwang-ro) 강원특별자치도 삼척시 남양동 에서 삼척시 교동삼척IC교차로를 이어주는 도로이다.

## 주요 경유지
강원특별자치도
- 삼척시 (남양동 . 교동)

## 노선
| 이름                  | 접속 노선               | 소재지 | 소재지 | 비고 |
| --------------------- | ----------------------- | ------ | ------ | ---- |
| (이름없음)            | 오십천로                | 삼척시 | 남양동 |      |
| 동두고개 굴다리사거리 | 척주로                  | 삼척시 | 남양동 |      |
| 교동사거리            | 교동로                  | 삼척시 | 교동   |      |
| 삼척IC 교차로         | 국도 제7호선 (동해대로) | 삼척시 | 교동   |      |

## 주요 건물 및 시설
- 세븐일레븐 삼척봉황점 (봉황로 89/남양동 6-21)
- 삼척소방서 (봉황로 101/남양동 5-1)